# Прилуцький Сергій
Сергій Прилуцький (біл. Сяргей Прылуцкі, псевдо Сірошка Пістончык; 1980, Берестя) — білоруський поет, прозаїк, перекладач з англійської, польської та української мов. З 2008 року мешкає в Києві.
Автор книги віршів «Дзевяностыя forever» (2008), «Йопыты двух маладых нелюдзяў» (2009) (під псевдом Сірошка Пістончык, у співавторстві з Уласікам Смаркачом). Учасник багатьох поетичних фестивалів та слем-турнірів. Триразовий фіналіст конкурсу молодих літераторів, організованого Білоруським ПЕН-Центром, учасник багатьох літературних фестивалів у Білорусі та за кордоном (Україна, Литва, Польща). Вірші Прилуцького перекладено кількома європейськими мовами.